# Coût standard
Un coût standard est une variété de coût prévisionnel établis au moyen d'une analyse technique.

## Enjeux du coût standard
Les coûts standards permettent de démêler, dans l'écart éventuel entre le coût prévu et le coût effectif, ce qui provient d'une variation de prix (d'origine externe à l'entreprise) et ce qui provient d'une variation de rendement (d'origine interne à l'entreprise).

## Caractéristiques du coût standard
Le procédé comptable a été généralisé en système d'organisation. La formalisation des prévisions fixe des objectifs clairs (les standards). La mesure et l'analyse des écarts montrent la manière dont les objectifs ont été atteints. On dispose ainsi d'un critère de jugement et d'une mesure de la responsabilité objectifs. Un lien contractuel est établi entre supérieurs et subordonnés.